# Humayun Khan (Offizier)
Humayun Saqib Muazzam Khan (* 9. September 1976 in Dubai; † 8. Juni 2004 in Baqubah) war ein Offizier der US Army, der im Irakkrieg durch ein Selbstmordattentat getötet wurde.

## Familie
Humayun Khan wurde 1976 in Dubai geboren. Er war der mittlere von drei Söhnen von Khizr und Ghazala Khan, einer muslimischen Familie aus Pakistan. Nach der Geburt Humayuns wanderte die Familie in die USA aus und ließ sich in Maryland nieder. Khan absolvierte die John F. Kennedy High School in Silver Spring, die er im Jahr 1996 abschloss. Anschließend studierte er bis zum Jahre 2000 an der University of Virginia.

## Militärische Laufbahn und Tod
Khan trat in die Armee ein und wurde in das ROTC-Programm der University of Virginia aufgenommen. 2004 wurde Khan im Rang eines Captains der Ersten Infanterie-Division zugeteilt und in Vilseck stationiert. Am 8. Juni 2004 starb Khan bei einem Selbstmordattentat in der Nähe der irakischen Stadt Baqubah. Er hatte seine Soldaten angewiesen, in Deckung zu gehen, und stellte sich einem sich mit überhöhter Geschwindigkeit nähernden Fahrzeug. Die Explosion tötete die beiden Fahrzeuginsassen, Khan sowie zwei irakische Passanten. Khan wurden postum der Bronze Star und das Purple Heart verliehen und er wurde auf dem Nationalfriedhof in Arlington beigesetzt.

## Politik
Khan erlangte während des Demokratischen Parteikongresses 2016 in Philadelphia große Aufmerksamkeit. Die demokratische Präsidentschaftskandidatin Hillary Clinton hob die Verdienste Khans hervor. In einer Rede vor dem Parteitag hielt sein Vater dem republikanischen Kandidaten Donald Trump vor, die Nation zu spalten und mit seiner Forderung, die Grenzen für Muslime zu schließen, gegen die Verfassung zu verstoßen. In der Folge griff Trump Khans Eltern an. Er unterstellte dem Vater, seine Rede nicht selbst verfasst zu haben und von der Wahlkampagne Hillary Clintons gesteuert zu sein. Zudem suggerierte er, Khans Mutter habe auf dem Kongress aus religiösen Gründen nicht sprechen dürfen. Khans Eltern wiesen die Vorwürfe zurück. Trump erntete für seinen Angriff von vielen Seiten Kritik.

## Ehrungen
- Bronze Star
- Purple Heart